# Heike Henkelová
Heike Henkelová, rozená Heike Redetzkyová (* 5. května 1964 Kiel, Šlesvicko-Holštýnsko) je bývalá německá atletka, olympijská vítězka, mistryně světa, halová mistryně světa, mistryně Evropy a dvojnásobná halová mistryně Evropy ve skoku do výšky. Společně s Bulharkou Stefkou Kostadinovovou patří mezi dvě výškařky celé historie, jež dokázaly ve své disciplíně získat titul na všech čtyřech hlavních atletických šampionátech (MS, HMS, ME, HME) i olympijských hrách. Jejím trenérem byl Gerd Osenberg.

## Sportovní kariéra
Jejím prvním mezinárodním úspěchem bylo 5. místo na juniorském mistrovství Evropy v nizozemském Utrechtu v roce 1981. O tři roky později reprezentovala Západní Německo na Letních olympijských hrách v Los Angeles. V patnáctičlenném finále obsadila dělené 11. místo (185 cm). Na Mistrovství Evropy v atletice 1986 ve Stuttgartu obsadila 6. místo (190 cm). V halové sezóně roku 1987 se zúčastnila evropského halového šampionátu v Liévinu, kde skončila pátá, i prvého ročníku halového MS v Indianapolisu, kde se umístila na 6. místě. Šestá skončila také na druhém atletickém mistrovství světa v Římě, kde Bulharka Kostadinovová skočila dodnes platný světový rekord 209 cm.
První medailový úspěch přišel v roce 1988 na halovém ME v Budapešti, kde vybojovala výkonem 197 cm stříbrnou medaili. V témže roce nepostoupila na Letních olympijských hrách v jihokorejském Soulu z kvalifikace, když obsadila celkové 13. místo a postup do dvanáctičlenného finále ji jen těsně unikl. Na halovém MS 1989 v Budapešti vybojovala bronzovou medaili (194 cm). Dvoumetrovou hranici poprvé v kariéře překonala 20. srpna 1989 v Kolíně nad Rýnem.

### 1990 – 1992
V roce 1990 se stala halovou mistryní Evropy a mistryní Evropy. O rok později získala titul halové mistryně světa a mistryně světa. V roce 1992 obhájila na HME v italském Janově titul halové mistryně Evropy a na letních olympijských hrách v Barceloně vybojovala výkonem 202 cm olympijské zlato. V témže roce byla zvolena vítězkou ankety Atlet světa.
Poprvé se v hale přes laťku ve výšce dva metry dostala 23. února 1990 v Berlíně, kde skočila 201 cm. 8. února 1992 v německém Karlsruhe se ovšem přepisovaly světové tabulky. Tehdejší rekord Bulharky Stefky Kostadinovové 206 cm z 20. února 1988 byl překonán o jeden cm. Heike Henkelová poté držela světový rekord v hale 207 cm na prvním místě téměř čtrnáct let. Překonala ho až 4. února 2006 Švédka Kajsa Bergqvistová v jiném německém městě, v Arnstadtu, kde dokázala skočit 208 cm.

### Osobní rekordy
Dvoumetrovou hranici a vyšší zdolala celkově 45krát (22× v hale, 23× venku). Patří mezi devět výškařek celé historie, které mají skočeno v hale i pod širým nebem 205 cm a více. Totéž dále dokázaly Bulharka Stefka Kostadinovová, Švédka Kajsa Bergqvistová, Belgičanka Tia Hellebautová, Chorvatka Blanka Vlašičová, Ariane Friedrichová z Německa, Rusky Anna Čičerovová a Marija Lasickeneová a Ukrajinka Jaroslava Mahučichová.
- hala – 207 cm – 8. února 1992, Karlsruhe (národní rekord, ex-WR)
- venku – 205 cm – 31. srpna 1991, Tokio

## Osobní život
V letech 1989 – 2001 byla vdaná za německého plavce Rainera Henkela, který mj. získal bronz na Letních olympijských hrách 1988 v Soulu. Spolu mají dvě děti. 30. dubna 2004 se provdala za bývalého německého atleta – desetibojaře Paula Meiera, který získal bronzovou medaili na světovém šampionátu 1993 ve Stuttgartu. Mají spolu dceru.
V současnosti je zaměstnaná v národní anti-dopingové agentuře (NADA).